# Cahnite
La cahnite è un minerale.